# Волков Олександр Геннадійович
Олександр Геннадійович Волков — російський актор.

## Біографія
Народився 21 вересня 1975 року в селі Снєґірі (рос. Снегири) Московської області.
У 2001 році закінчив Всеросійський державний інститут кінематографії. Після цього працював каскадером.
З 2001 по 2006 рік був актором Московського театру ім. М. В. Гоголя. З 2006 року — актор приватного антрепризного театру «Світ мистецтва» (рос. «Мир искусства») в Москві.
Знімається в кіно з 2003 року.

## Театральні роботи
- рос. Король забавляется
- рос. Комедия о российском дворянине Фроле Скобееве
- рос. Последний любовник всегда самый лучший
- рос. Долетим до Милана
- рос. Мое преступление
- рос. Зверь-Машка
- рос. Гранатовый браслет
- рос. Сердце матери

## Фільмографія
- 2003 — рос. Моя Пречистенка — рос. Александр Репнин
- 2003 — 2005 — рос. Саша+Маша
- 2005 — рос. Верёвка из песка — рос. Дима
- 2005 — рос. Рублевка Live — рос. Григорий Дивеев
- 2006 — Повернення Мухтара — рос. Максим Жаров
- 2006 — рос. Печорин. Герой нашего времени — рос. Савичев
- 2006 — рос. Последний приказ Генерала — рос. Егор
- 2008 — 2010 — Обручка — рос. Игорь Гриценко
- 2009 — рос. Огни большого города (фильм, 2009) — рос. Сергей
- 2009 — рос. Я буду жить!
- 2011 — рос. Фанат-3: Возвращение «Малыша» — рос. Гриша, друг Егора